# Myrioblephara mediobscura
Myrioblephara mediobscura là một loài bướm đêm trong họ Geometridae.